# Cristea Caralulis
Cristea „Tache” Caralulis (n. 1915, București, România – d. 1994) a fost un jucător de tenis român, considerat unul dintre pionierii acestui sport în România în perioada interbelică și postbelică.

## Biografie
Cristea Caralulis s-a născut în anul 1915 în București. A fost cunoscut sub porecla „Tache”, un diminutiv comun pentru numele Cristea în acea perioadă. A crescut într-o perioadă în care tenisul începea să câștige popularitate în România, iar acest context l-a influențat în alegerea carierei sale sportive.
În liceu a cochetat cu rugby-ul, făcând parte din echipa de rugby a Colegiului Sfântul Sava.

## Cariera în tenis
Caralulis și-a început cariera în tenis în anii 1930, la Tenis Club Doherty București, într-o perioadă în care acest sport era încă în dezvoltare în România. A fost unul dintre primii jucători români care au participat la turnee internaționale, reprezentând țara în diverse competiții europene.
Între anii 1930 și 1950, Caralulis a fost unul dintre jucătorii de top ai României, câștigând 2 titluri naționale la simplu (1937, 1952) și 15 la dublu (alături de Cucu Schmidt). Ultimul titlu național a fost câștigat în anul 1959 la dublu mixt (alături de Julieta Namian). A fost cunoscut pentru stilul său de joc tehnic și pentru abilitatea sa de a juca atât la simplu, cât și la dublu.
A participat la numeroase turnee în Europa, inclusiv la unele ediții ale turneului de la Roland Garros, în anul 1947 ajungând în finala de dublu mixt alături de poloneza Jadwiga Jędrzejowska⁠(d).

### Participări la turneele de Grand Slam
Roland Garros: A participat în 1947, ajungând până în șaisprezecimile de finală la simplu (1/16).
Wimbledon: A jucat în două ediții:
- - 1939: A ajuns în turul 1 (1/64)
  - 1947: A ajuns în turul 1 (1/64)

### Cupa Davis
Cristea Caralulis a reprezentat România în Cupa Davis în mai multe rânduri:
A jucat în 4 întâlniri în anii 1937, 1938, 1939 și 1948.
Bilanțul său în Cupa Davis:
- - La simplu: 3 victorii și 5 înfrângeri
  - La dublu: 1 victorie și 3 înfrângeri[5]

## Realizări notabile
- Campion național al României (1937,1952)
- Multiplu campion național al României în proba de dublu (15 titluri)
- Membru al echipei României în competiții internaționale, inclusiv în Cupa Davis
- A contribuit la dezvoltarea și popularizarea tenisului în România prin activitatea sa ca jucător și, mai târziu, ca antrenor
- În anii 1970, a fost căpitan nejucător al echipei României de Cupa Davis.[6]

## Viața personală
După retragerea din activitatea competițională, Caralulis a rămas dedicat tenisului pe tot parcursul vieții sale. El a continuat să fie implicat în sport ca antrenor și mentor pentru tinerii jucători.

## Moștenire
Cristea „Tache” Caralulis este amintit ca unul dintre pionierii tenisului românesc. Contribuția sa la dezvoltarea acestui sport în România a pavat drumul pentru generațiile viitoare de jucători. Deși poate nu la fel de cunoscut ca unii dintre succesorii săi, rolul său în istoria tenisului românesc rămâne semnificativ.